# Rolf Loeber
Rolf Loeber (Hilversum, 5 juni 1942 − Pittsburgh, 6 november 2017) was een Nederlands hoogleraar en deskundige op het gebied van jeugdcriminaliteit.

## Loeber
Loeber studeerde klinische psychologie aan de Vrije Universiteit Amsterdam en promoveerde in 1972 aan de universiteit van Kingston, Ontario, Canada. Hij was sinds 1993 hoogleraar aan de University of Pittsburgh School of Medicine en sinds 2004 daar Distinguished Professor of Psychiatry. Hij gold als een deskundige op het gebied van jeugdcriminaliteit en publiceerde daar boeken en tientallen artikelen over (ook als mede-auteur). Samen met zijn vrouw prof. Magda Stouthamer stichtte hij in 1984 het Pitt's Department of Psychiatry's Life History Studies Program, een project waarbij jongeren over een zeer lange tijd gevolgd worden. Hij was tevens hoogleraar epidemiologie aan Pitt's Graduate School of Public Health en aan Pitt's Department of Psychology. Daarnaast was hij van 1997 tot 2012 hoogleraar Jeugddelinquentie en antisociale ontwikkeling aan de Vrije Universiteit Amsterdam.
Daarnaast schreef Loeber over Ierse (architectuur)geschiedenis.
Loeber was Fellow van de American Society of Criminology, en Life Fellow bij Claire Hall, University of Cambridge. Hij was lid van de Koninklijke Nederlandse Akademie van Wetenschappen, Honorary Member van de Royal Irish Academy en Honorary Member van de Royal Institute of Architects of Ireland.
Prof. dr. R. Loeber overleed in zijn woonplaats Pittsburgh op 75-jarige leeftijd.